# Elatostema myrtillus
Elatostema myrtillus là loài thực vật có hoa trong họ Tầm ma. Loài này được (H.Lév.) Hand.-Mazz. mô tả khoa học đầu tiên năm 1929.